# Dopad větrné energetiky na životní prostředí

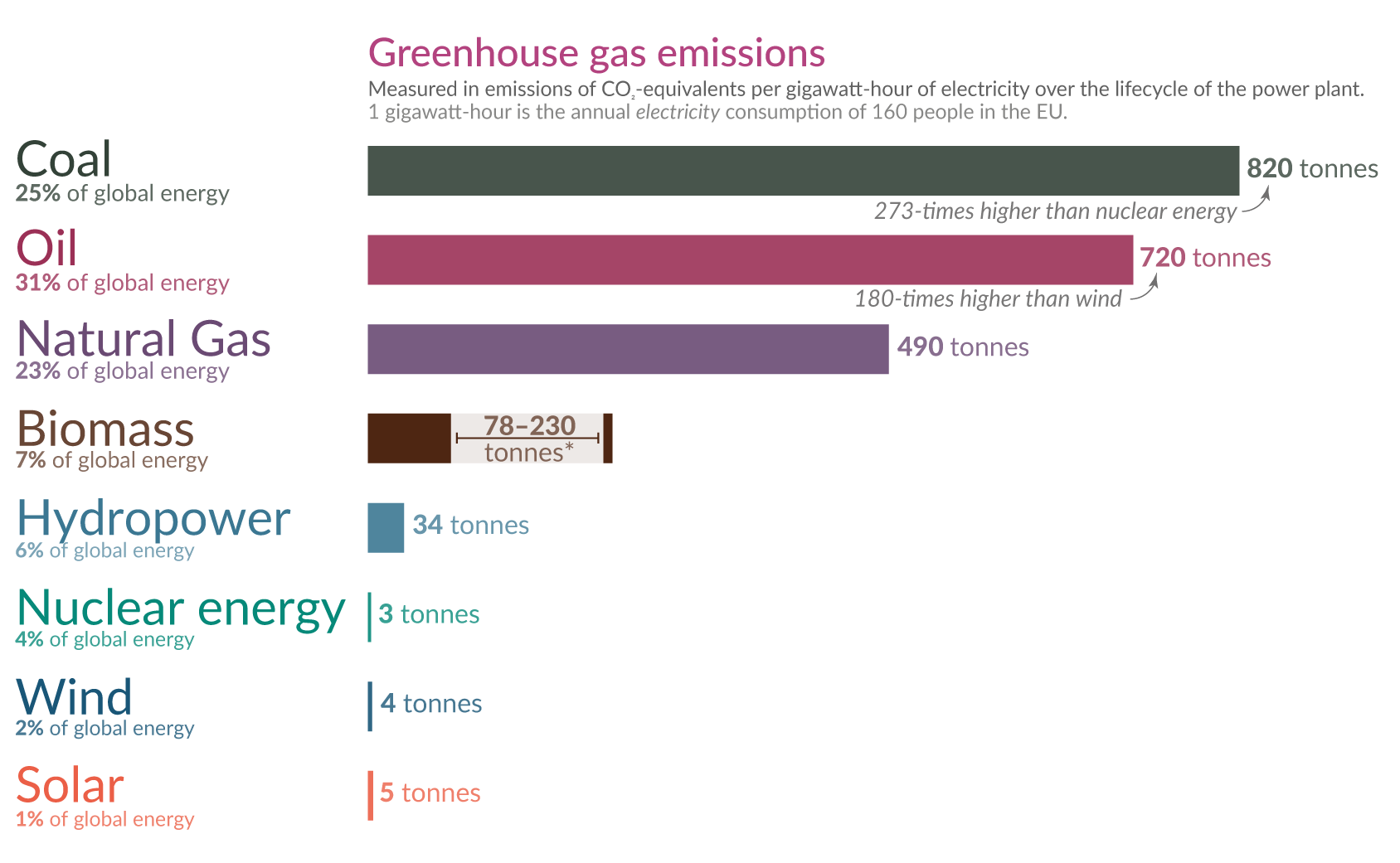
Emise skleníkových plynů na zdroj energie. Větrná energie je jedním ze zdrojů s nejnižšími emisemi skleníkových plynů.

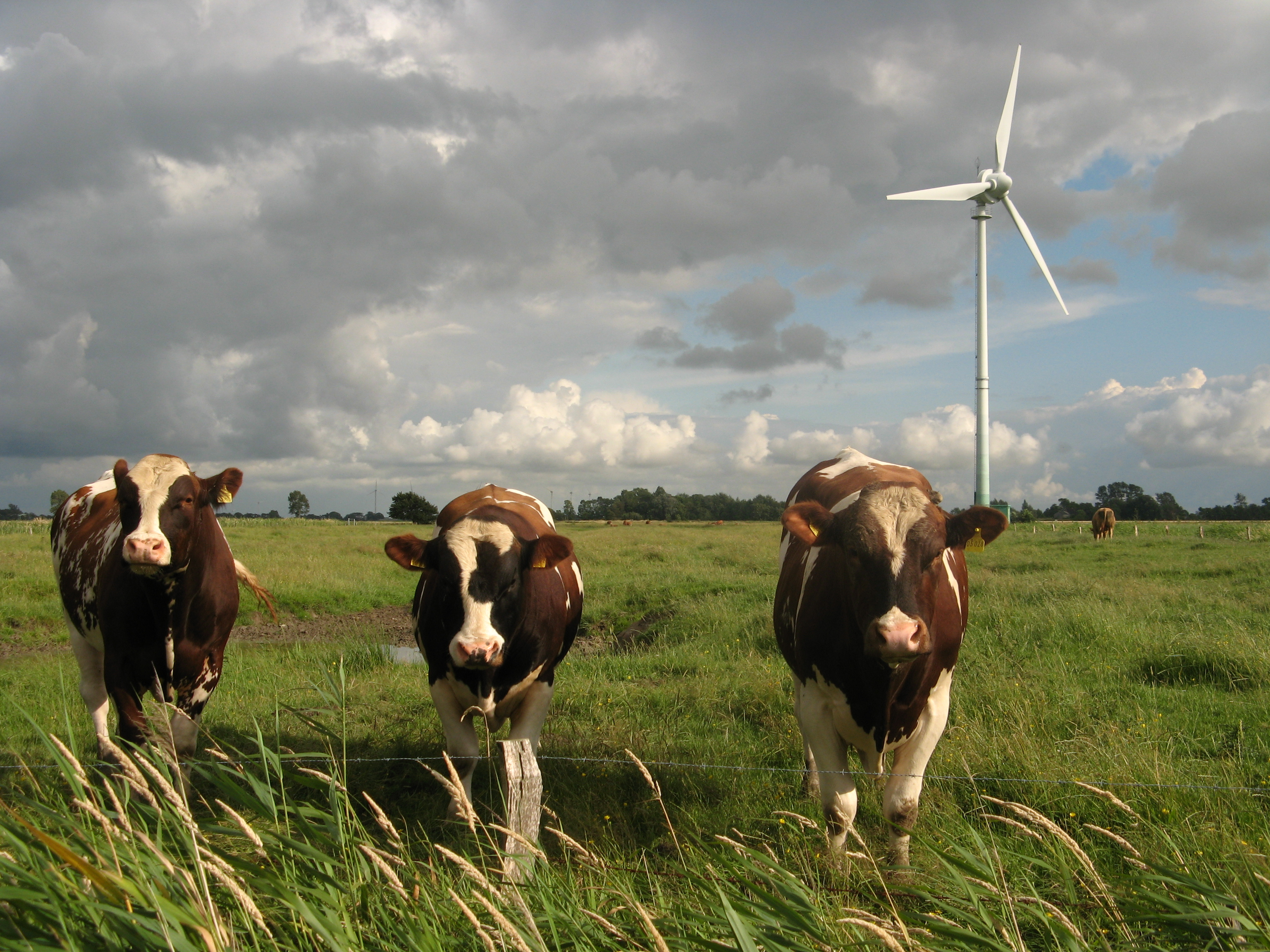
Dobytek pasoucí se u větrných turbín.

Dopad výroby elektřiny z větrné energie na životní prostředí je ve srovnání s energií z fosilních paliv malý. Větrné turbíny mají jeden z nejnižších potenciálů globálního oteplování na jednotku vyrobené elektřiny: vypouští se mnohem méně skleníkových plynů než průměrná jednotka vyrábějící elektřinu, takže větrná energie pomáhá omezovat změnu klimatu. Větrná energie nespotřebovává žádné palivo a nevypouští žádné znečištění ovzduší, na rozdíl od zdrojů energie z fosilních paliv. Energie spotřebovaná na výrobu a přepravu materiálů použitých na stavbu větrné elektrárny se rovná nové energii vyrobené elektrárnou během několika měsíců.
Větrné farmy na pevnině mohou mít významný vizuální dopad a dopad na krajinu. Vzhledem k velmi nízké hustotě výkonu na povrchu a požadavkům na rozestupy musí být větrné farmy obvykle rozmístěny na větší ploše než jiné elektrárny. Síť turbín, přístupových cest, přenosových vedení a rozvoden může vést k „energetickému rozrůstání“ (energy sprawl), i když půda mezi turbínami a silnicemi může být stále využívána pro zemědělství.
Konflikty vznikají zejména v krajinářsky a kulturně významných krajinách. Mohou být zavedena omezení umístění (např. odstupy), aby se omezil dopad. Pozemky mezi turbínami a přístupovými cestami mohou být nadále využívány pro zemědělství a pastviny. Instalace mohou vést k „industrializaci krajiny“. Proti některým větrným elektrárnám se vystupuje kvůli možnému poškození chráněných krajinářských oblastí, archeologické krajiny a památkových objektů. Zpráva Skotské horolezecké rady dospěla k závěru, že větrné elektrárny poškozují cestovní ruch v oblastech známých přírodními krajinami a panoramatickými výhledy.
Ztráta a fragmentace biotopů jsou největšími potenciálními dopady pevninských větrných elektráren na volně žijící živočichy, celkově je však tento vliv malý a lze je zmírnit, pokud se zavede správné monitorování a strategie zmírňování dopadů. Celosvětový ekologický vliv je minimální. Tisíce ptáků a netopýrů, včetně vzácných druhů, bylo zabito lopatkami větrných turbín, stejně jako v okolí jiných člověkem vytvořených staveb; větrné turbíny jsou zodpovědné za mnohem menší počet úmrtí ptáků než infrastruktura pro fosilní paliva. Tento problém lze navíc zmírnit řádným monitorováním volně žijících živočichů.
Mnoho lopatek větrných turbín je vyrobeno ze skleněných vláken a některé z nich měly životnost pouze 10 až 20 let. Dříve neexistoval trh pro recyklaci těchto starých lopatek, a běžně se ukládaly na skládky. Protože jsou lopatky duté, zabírají v poměru ke své hmotnosti velký objem. Od roku 2019 začali někteří provozovatelé skládek vyžadovat, aby byly lopatky před uložením na skládku rozdrceny, lopatky vyrobené po roce 2020 by měly být navrženy tak, aby byly zcela recyklovatelné.
Větrné turbíny také vytvářejí hluk. Ve vzdálenosti 300 metrů to může být přibližně 45 dB, což je o něco hlasitější než lednička. Ve vzdálenosti 1,5 km se stávají neslyšitelnými. Existují neoficiální zprávy o negativních zdravotních účincích na lidi, kteří žijí v těsné blízkosti větrných turbín. Odborný výzkum tato tvrzení většinou nepotvrdil. Hlučné je pod vodou vrtání pilotů pro stavbu neplovoucích větrných elektráren, ale v provozu je mořská větrná energie mnohem tišší než lodě.

## Základní provozní aspekty

### Znečištění a účinky na elektrickou síť

#### Náklady na znečištění
Ve srovnání s jinými nízkouhlíkovými zdroji energie mají větrné turbíny jeden z nejnižších potenciálů globálního oteplování na jednotku vyrobené elektrické energie ze všech zdrojů energie. Podle IPCC se při hodnocení potenciálu globálního oteplování během životního cyklu zdrojů energie pohybuje mediánová hodnota větrných turbín mezi 15 a 11 (gCO2eq/kWh) v závislosti na tom, zda se hodnotí pobřežní nebo pevninské turbíny.
Větrné elektrárny nespotřebovávají vodu pro nepřetržitý provoz a mají téměř zanedbatelné emise přímo související s výrobou elektřiny. Větrné turbíny, pokud jsou izolovány od elektrické sítě, produkují při svém provozu zanedbatelné množství oxidu uhličitého, oxidu uhelnatého, oxidu siřičitého, oxidu dusičitého, rtuti a radioaktivního odpadu, na rozdíl od fosilních palivových zdrojů, respektive výroby paliva v jaderných elektrárnách.
Náklady na externality větrné energie jsou ve srovnání s náklady na výrobu elektřiny zanedbatelné.